# Morsøkredsen
Morsøkredsen var en  opstillingskreds i Viborg Amtskreds. I 1849-1919 var Nykøbing M-kredsen en valgkreds. I 1920-1970 var kredsen en opstillingskreds i Thisted Amtskreds, mens kredsen i 1971-2006 hørte under Viborg Amtskreds.
Fra 2007 er området en del af Thistedkredsen i Nordjyllands Storkreds.
Den 8. februar 2005 var der 17.034 stemmeberettigede vælgere i kredsen.
Kredsen rummer flg. kommuner og valgsteder::
1. Morsø Kommune
  1. Bjergby
  2. Erslev
  3. Flade
  4. Fredsø
  5. Frøslev
  6. Karby
  7. Nykøbing
  8. Redsted
  9. Sejerslev
  10. Solbjerg
  11. Sundby
  12. Thorup
  13. Tæbring
  14. Tødsø
  15. Vils
  16. Ø. Assels
  17. Ø. Jølby
  18. Ørding